# Irfersgrün

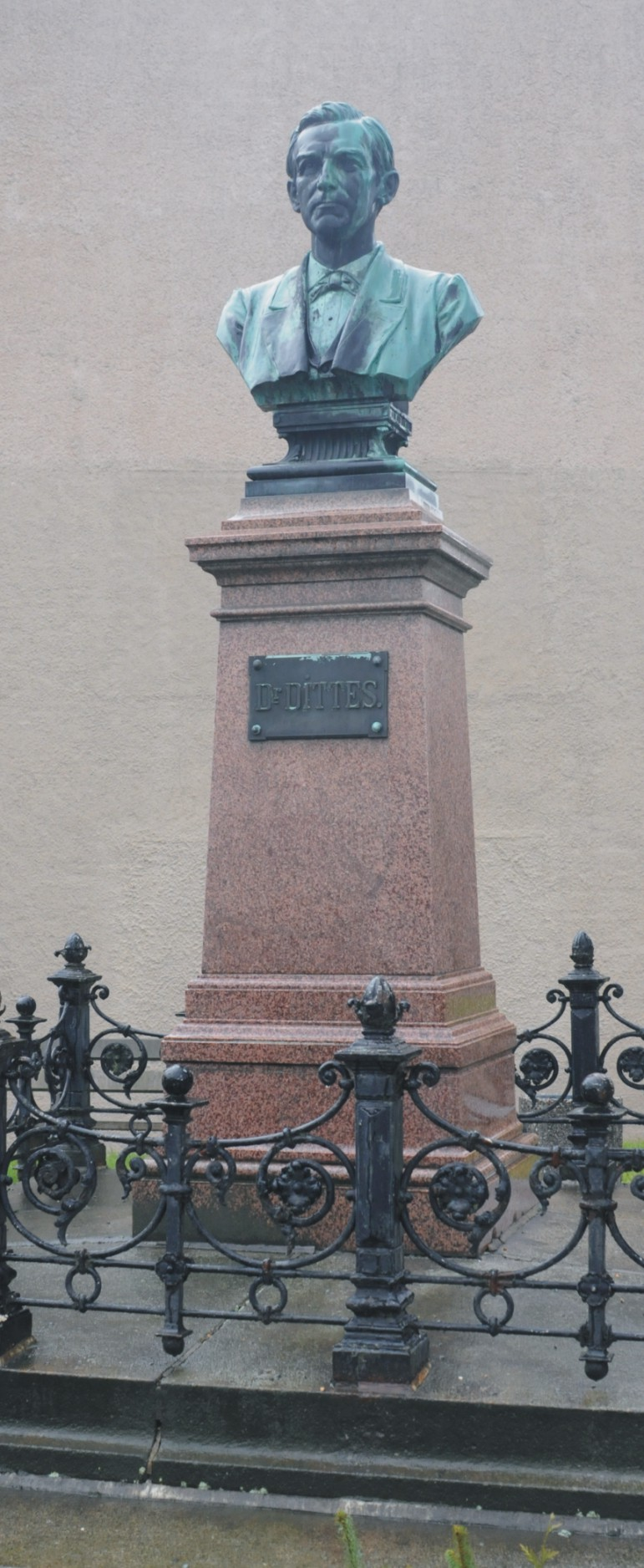
Dittes-Denkmal

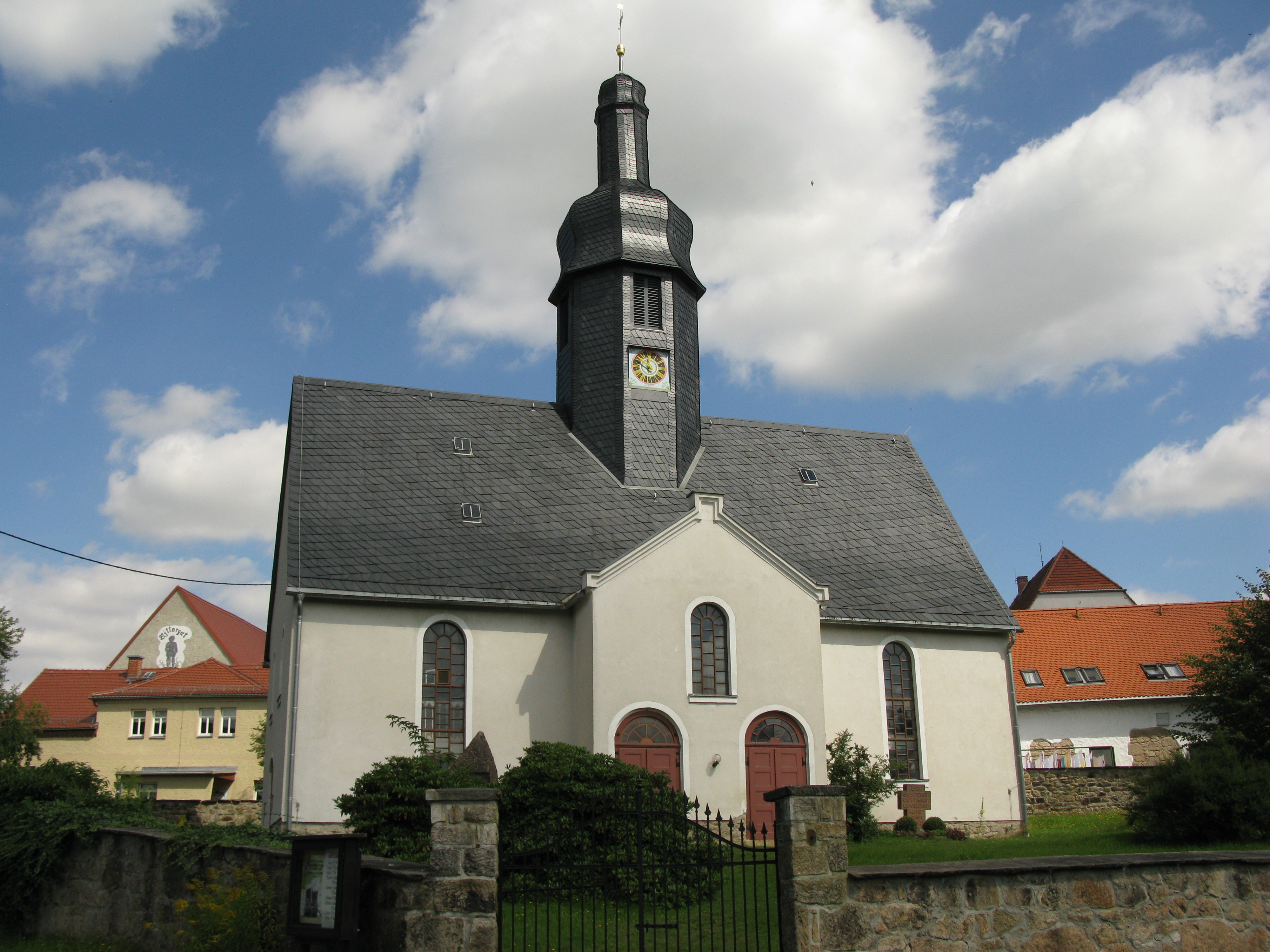
Die Dorfkirche in Irfersgrün

Irfersgrün (vogtländisch: Irferschgrie) ist ein Ortsteil der sächsischen Stadt Lengenfeld im Vogtlandkreis. Die früher selbstständige Landgemeinde wurde am 1. März 1994 nach Lengenfeld eingemeindet.

## Geografische Lage
Irfersgrün liegt an den Ausläufern des nordwestlichen Erzgebirges (Kirchberger Granitgebiet). Der Ort befindet sich im Nordosten des historischen sächsischen Vogtlands am Übergang des Naturraumes Vogtland ins Westerzgebirge. Durch den Ort fließt der Irfersgrüner Bach, welcher zwischen der A 72 im Westen und Irfersgrün im Osten entspringt. Im Ortszentrum von Irfersgrün nimmt der Bach den südlich des Orts entspringenden Lohbach auf, der kurz vorher zum Großen Teich gestaut wurde. Der Irfersgrüner Bach fließt im weiteren Verlauf nach Osten bis zum Zusammenfluss mit dem Stangengrüner Bach. Ab dem Zusammenfluss wird das Gewässer Hirschfelder Wasser genannt, das über das Crinitzer Wasser in die Zwickauer Mulde entwässert.
Das Zentrum des sich beiderseits des Lohbachs befindlichen Ort bildet das ehemalige Rittergut (heute Gaststätte), die Kirche, die ehemalige Schmiede und die ehemalige Mühle im Norden des Dorfs. In Richtung Lengenfeld befindet sich die Wohnsiedlung „Finkenburg“. In Richtung Waldkirchen liegt circa 1 km außerhalb des Ortskernes die Haltestellensiedlung mit dem Haltepunkt Irfersgrün.
Der Ort grenzt an zwei weitere Ortsteile der Stadt Lengenfeld, an einem Ortsteil der Gemeinde Heinsdorfergrund (alle im Vogtlandkreis), an zwei Ortsteile der Gemeinde Hirschfeld und an einen Ortsteil der Stadt Kirchberg (Landkreis Zwickau).
| Oberheinsdorf | Voigtsgrün                                  | Hirschfeld  |
| Waldkirchen   | Kompassrose, die auf Nachbargemeinden zeigt |             |
|               | Pechtelsgrün                                | Stangengrün |

## Geschichte

### Der Ort Irfersgrün
Der Name Irfersgrün tritt erstmals im Jahr 1292 im Zuge der Kolonisation der Gegend in Verbindung mit einem Herrensitz auf, aus dem sich später das örtliche Rittergut entwickelte. Das Waldhufendorf Irfersgrün wurde im Jahr 1333 erstmals urkundlich erwähnt. Der Ortsname Irfersgrün wird gedeutet als Ehrenfriedersgrün. 1349 habe dieser Ort den Namen „Ernfridersgrune“ getragen. Spätere Schreibweisen waren „Yrnfridesgrune“, „Ernfriedesgrun“, „Ernfortsgrün“, „Erpharsgrün“ und „Erffarsgrün“, bis sich seit etwa Mitte des 16. Jahrhunderts die heutige Schreibweise „Irfersgrün“ durchsetzte.
Die Grundherrschaft über Irfersgrün lag vor 1577 beim Rittergut Netzschkau, danach beim örtlichen Rittergut. Irfersgrün kam im 16. Jahrhundert mit der Herrschaft Mylau an das kursächsische und später königlich-sächsische Amt Plauen, dem der Ort bis 1856 unterstand. Im Norden und Osten grenzte Irfersgrün an die Ämter Zwickau und Wiesenburg. 1856 wurde Irfersgrün dem Gerichtsamt Lengenfeld und 1875 der Amtshauptmannschaft Auerbach angegliedert.
In Irfersgrün ist im 18. Jahrhundert die Hausweberei nachgewiesen. Neben der Landwirtschaft und dörflichen Handwerkern waren weiterhin die Pechsiederei und die Rußherstellung Erwerbszweige der Einwohner. In der zweiten Hälfte des 19. Jahrhunderts setzte nach dem Bau der Lengenfeld-Kirchberger-Chaussee im Jahr 1845 und mit dem Anschluss an die Zwickau-Falkensteiner Eisenbahn im Jahr 1875 ein wirtschaftlicher Aufschwung ein. Der Irfersgrüner Torfstich am Ortsausgang in Richtung Zwickau war bis in die 1950er-Jahre in Betrieb. Die Freiwillige Feuerwehr Irfersgrün wurde 1871 gegründet.
Durch die zweite Kreisreform in der DDR kam die Gemeinde Irfersgrün im Jahr 1952 zum Kreis Reichenbach im Bezirk Chemnitz (1953 in Bezirk Karl-Marx-Stadt umbenannt), der ab 1990 als sächsischer Landkreis Reichenbach fortgeführt wurde und 1996 im Vogtlandkreis aufging.
Beim sogenannten Hubschrauber-Zwischenfall von 1958 flog ein Hubschrauber der US-Army widerrechtlich in den Luftraum der damaligen DDR ein und muss auf einer Waldlichtung bei Irfersgrün notlanden. Die Soldaten werden von den DDR-Behörden interniert und rund sechs Wochen später, nach diplomatischen Verhandlungen, wieder freigelassen.
Anlässlich der 750-Jahr-Feier weihten die Irfersgrüner im Jahr 1961 ihr selbst geschaffenes Sportstation ein. Zu Ehren des 1829 in Irfersgrün geborenen, bedeutenden Pädagogen Friedrich Dittes wurde im Jahr 1979 dessen 150. Geburtstag festlich begangen. Ihm wurde im Zentrum des Orts ein Denkmal gewidmet.
Am 1. März 1994 wurde Irfersgrün gemeinsam mit dem Nachbarort Pechtelsgrün in die Stadt Lengenfeld (Vogtland) eingemeindet. Im Jahr 2011 feierte Irfersgrün seine 800-jährige Gründung.

### Das Rittergut Irfersgrün

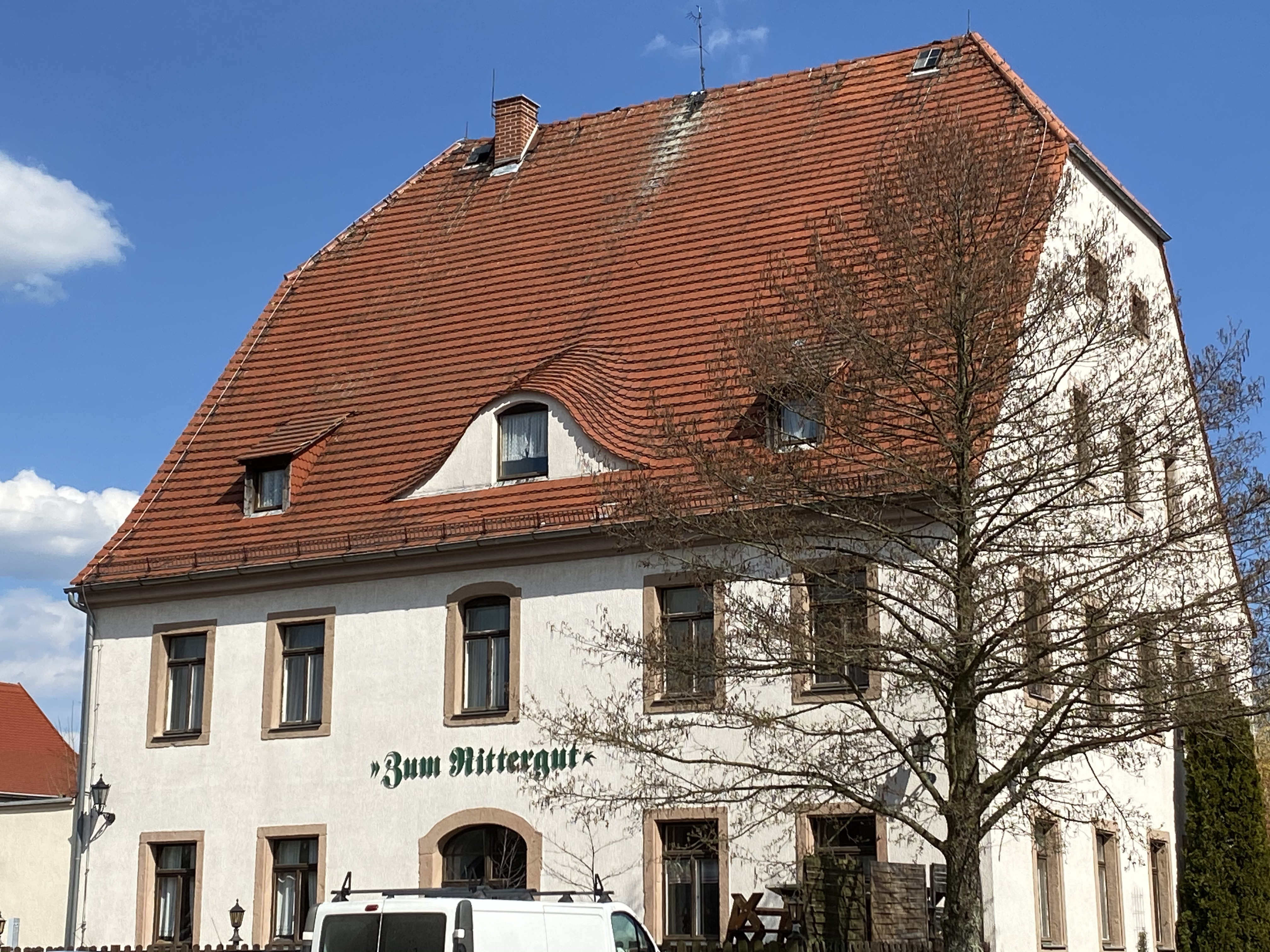
Rittergut Irfersgrün

Der Herrenhof, aus dem sich später das Irfersgrüner Rittergut entwickelte, entstand im Zuge der Kolonisation des Orts zwischen 1200 und 1250. Die Besitzer des schriftsässigen Herrensitzes übten die Niedere Gerichtsbarkeit im Ort und Kirchspiel aus. Als ältester Besitzer wurde in einer Urkunde vom 24. Juni 1274 als „Eberhartus von Ehrenphorsgrüne“ genannt. Bis in die Mitte des 20. Jahrhunderts hatte das Rittergut ca. 30 Besitzer. Im 14. Jahrhundert saßen die Burggrafen von Leisnig auf Irfersgrün, denen im Jahr 1413 Georg von Trützschler folgte. Die Herren Metzsch erwarben Irfersgrün im Jahr 1493. Von ihnen ging der Herrensitz im Jahr 1554 an die Herren von der Oelsnitz, unter denen im Jahr 1577 das Rittergut erstmals erwähnt wurde. Der verschuldete Georg Ernst von der Oelsnitz musste das Rittergut 1595 an den Zwickauer Stadtrat verkaufen, von dem er es 1607 schließlich zurückerhielt. Die weiteren Besitzer waren ab 1616 Hans Abraham von Hartitzsch, ab 1634 Hans Rüdiger von Feilitzsch, ab 1641 die Familie von Bünau, ab 1676 die Familie von Reitzenstein sowie ab 1731 Karl Rudolph von Carlowitz auf. 1752 erwarb Horst August von Lichtenhain das Rittergut Irfersgrün, welches ab 1758 aufgrund seines Konkurses unter Zwangsverwaltung stand. Nachdem es Johann Friedrich Lang im Jahr 1761 erworben hatte, verblieb es nach seinem Tod im Eigentum seiner Frau, die sich 1783 erneut vermählte und dadurch das Rittergut an Christian Gottlieb Müller kam. Deren Tochter Florentina Donner übernahm das Rittergut 1796 und verkaufte es 1805 an die Familie von Arnim.
Im Zuge der Bodenreform in Deutschland wurde der letzte Besitzer, Sigurd Alom Erik von Arnim, im Jahr 1945 enteignet und das Rittergut in ein Staatsgut umgewandelt. Von 1947 bis 1982 diente das Herrenhaus als Landwirtschaftsschule und Ausbildungsstätte für Mähdrescherfahrer. In der Gegenwart wird das Rittergut als Gaststätte und Pension genutzt. Unweit der ehemaligen Rittergutscheune waren in der ersten Hälfte des 20. Jh. Reste einer mittelalterlichen Ringwallanlage zu erkennen.

### Einwohnerstatistik
1557 lebten in Irfersgrün 26 besessene Mann und 15 Inwohner. 1764 waren es 39 besessene Mann und 22 Häusler.
| Jahr      | 1834 | 1871 | 1890 | 1910 | 1925 | 1939 | 1946 | 1950 | 1964 | 1989 | 1990 | 2008 | 26. Mai 2011 | 2019 |
| --------- | ---- | ---- | ---- | ---- | ---- | ---- | ---- | ---- | ---- | ---- | ---- | ---- | ------------ | ---- |
| Einwohner | 547  | 747  | 758  | 598  | 627  | 676  | 808  | 831  | 754  | 443  | 570  | 565  | 547          | 518  |

1910 war Irfersgrün unter den 69 Kommunen der Amtshauptmannschaft Auerbach auf Rang 44 der Einwohnerstatistik. 1925 waren 523 Einwohner Lutheraner, 1 Katholik, 1 evangelisch-reformierter und 2 waren andersgläubig.

## Verkehr

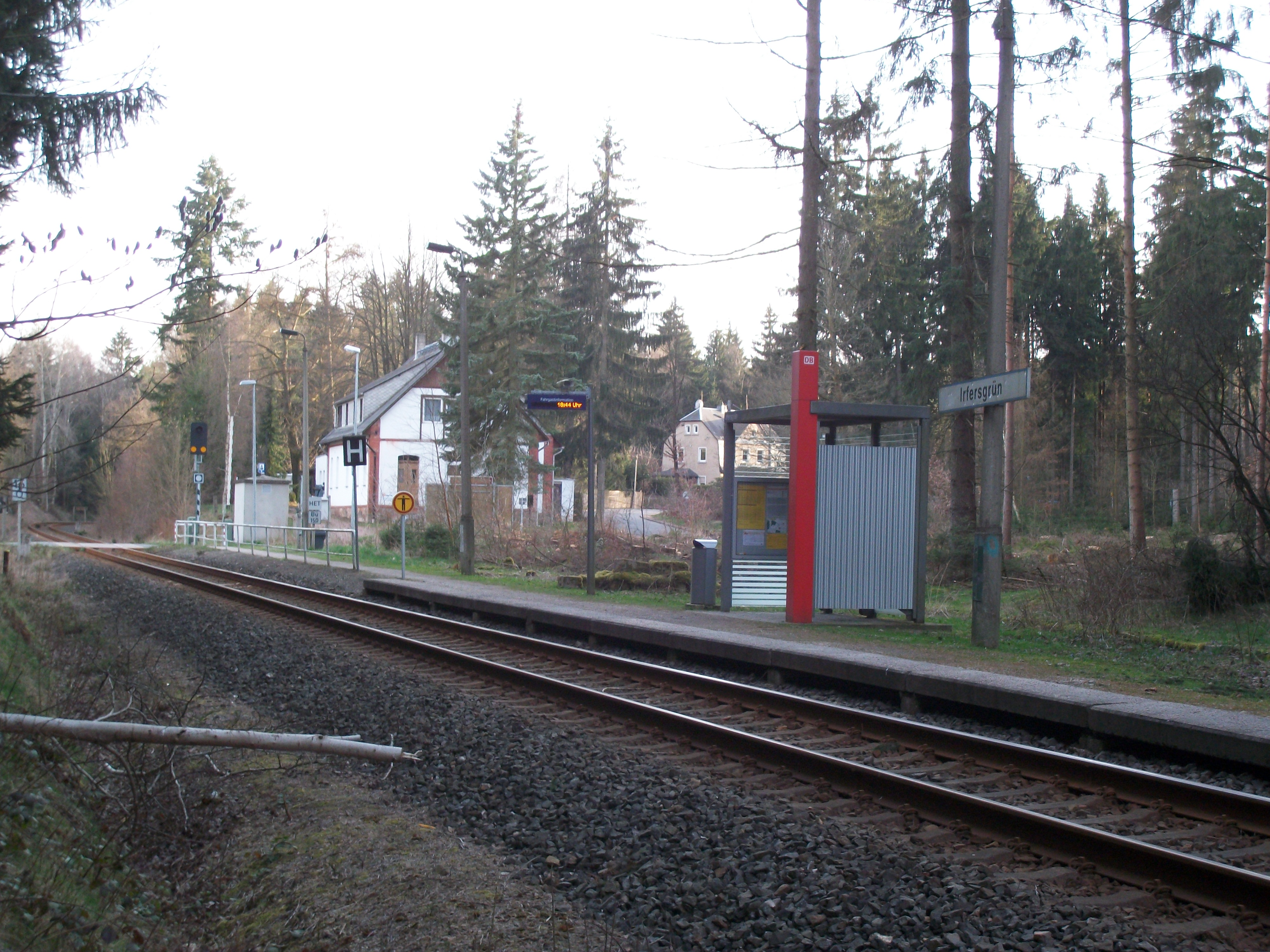
Haltepunkt Irfersgrün

Irfersgrün hat Anschluss an die Bahnstrecke Zwickau–Falkenstein. Durch den Ort verläuft die Staatsstraße 293 von der A 72-Abfahrt „Zwickau-West“ nach Lengenfeld.
Der Ort ist mit der RufBus-Linie 87 an den vertakteten ÖPNV des Verkehrsverbunds Vogtland angebunden. Diese verkehrt nach Lengenfeld und weiter als TaktBus-Linie 63 nach Plauen. Außerdem besteht in Lengenfeld Anschluss an die Vogtlandbahn nach Zwickau, den PlusBus nach Falkenstein und den TaktBus nach Reichenbach.

## Sehenswürdigkeiten
- Dorfkirche mit Orgel von 1822 aus der Werkstatt von Friedrich Wilhelm Trampeli und einem um 1650 entstandenen Bornkinnel des Schneeberger Bildschnitzers Johann Petzold d. Ä.[9]
- Dittes-Denkmal, hergestellt aus geschliffenen Granit von Demitz-Thumitz, sowie Gedenktafel am Geburtshaus von Dr. Friedrich Dittes
- Turmalinschurf (geologische Fundstätte) im Lochmühlental
- Ortspyramide Irfersgrün (in der Advents- und Weihnachtszeit)
- Osterbrunnen vor der Kirche (in der Osterzeit)

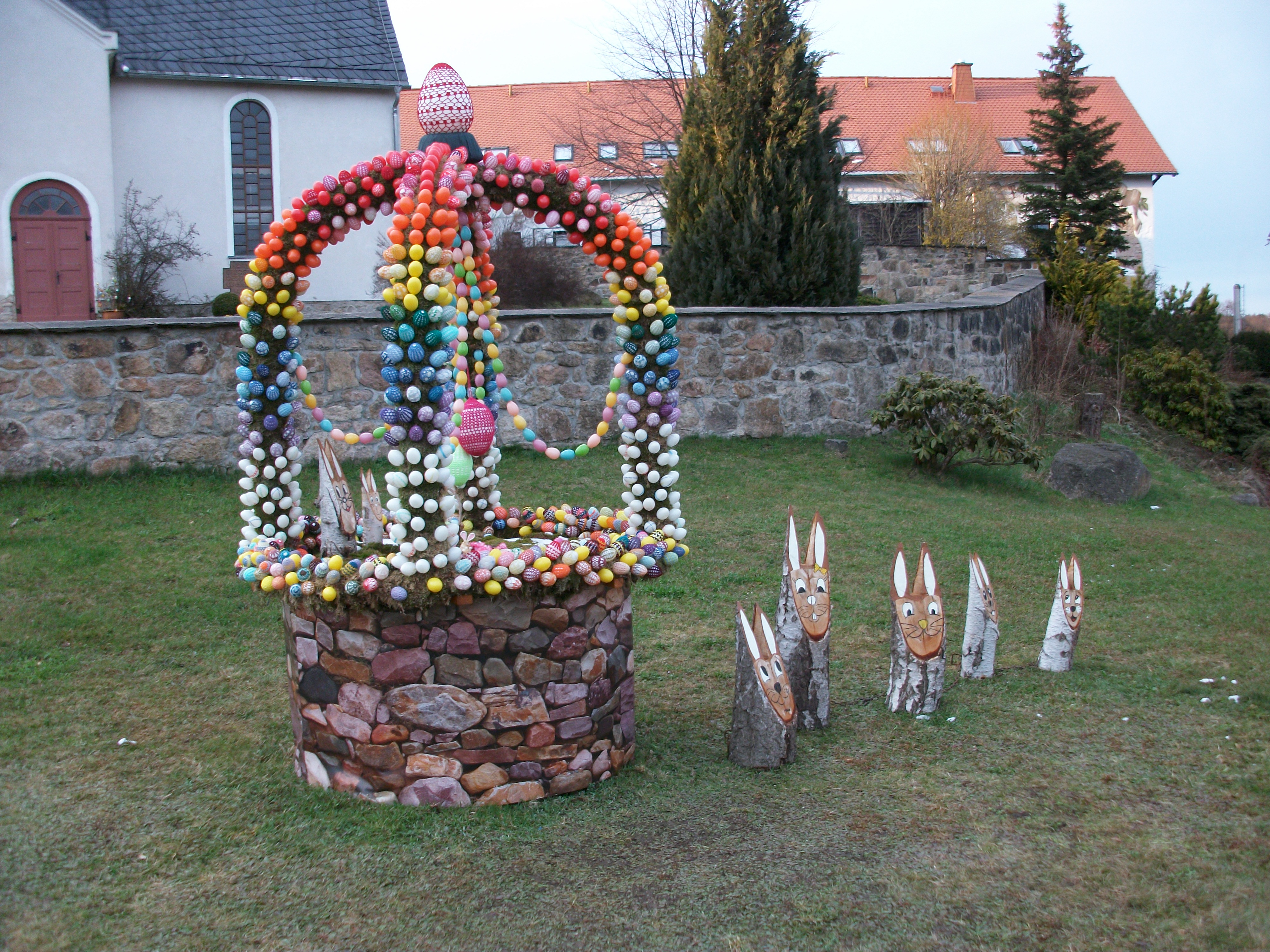
Osterbrunnen Irfersgrün
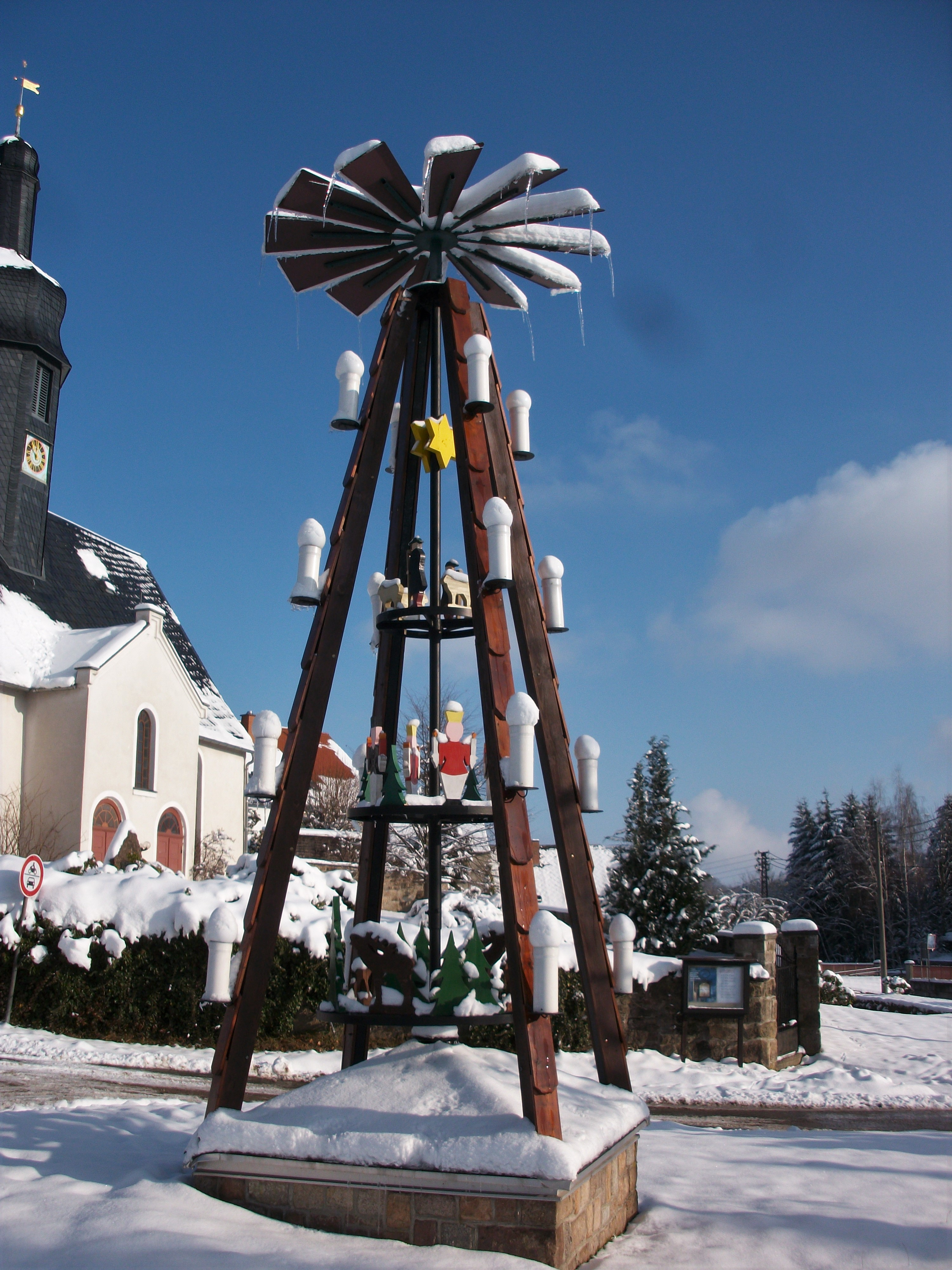
Ortspyramide Irfersgrün

## Söhne und Töchter des Ortes
- Friedrich Dittes (1829–1896), Pädagoge, Reformer des österreichischen Schulwesens. An ihn erinnert das Dittes-Denkmal vor seinem Geburtshaus.